# San Bernardino (Californie)
Pour les articles homonymes, voir San Bernardino.
San Bernardino est une ville de l'État de Californie, siège du comté de San Bernardino, aux États-Unis. En 2010, la population de la ville est de 209 924 habitants, ce qui en fait la 101e ville la plus peuplée des États-Unis.
Cependant, en raison de l'immigration illégale, le nombre est probablement sous-estimé d'environ 10 %. Plusieurs zones, particulièrement le nord du centre-ville, ont une densité qui dépasse la capacité d'habitation. Le centre-ville est aux prises avec des problèmes de rétention de population et de commerces.
Bien que le développement résidentiel rapide soit en train de transformer San Bernardino en une ville-dortoir, la ville demeure un carrefour industriel régional important. L'économie est notamment dominée par l'offre de services de transport et d'emplois dans le secteur tertiaire.

## Géographie
San Bernardino est située au sud des montagnes de San Bernardino, en plein centre de la vallée de San Bernardino.
La ville est à une heure de route à l'est de Los Angeles, elle y est liée par l'autoroute inter-États 10.
La célèbre et historique U.S. Route 66 traverse la ville.

## Histoire
La ville est nommée en l'honneur de Bernardin de Sienne.
En juillet 2012, la ville fait faillite, c'est la seconde plus grande ville des États-Unis après Stockton à faire ainsi. Le taux de chômage s'est élevé jusqu'à 15 % (contre une moyenne nationale de 5 % aux États-Unis), et 30 % de la population est au-dessous du taux de pauvreté officiel.
Le 2 décembre 2015, une fusillade éclate dans un centre pour personnes handicapées tuant 14 personnes.

## Politique et administration
La ville est administrée par un système à gérance municipale qui comprend un maire et un conseil de sept membres, élus pour un mandat de quatre ans, ainsi qu'un gérant municipal. Helen Tran est la maire depuis le 21 décembre 2022.

## Démographie
| 1880  | 1890  | 1900  | 1910   | 1920   | 1930   |
| ----- | ----- | ----- | ------ | ------ | ------ |
| 1 673 | 4 012 | 6 150 | 12 779 | 18 721 | 37 481 |

| 1940   | 1950   | 1960   | 1970    | 1980    | 1990    |
| ------ | ------ | ------ | ------- | ------- | ------- |
| 43 646 | 63 058 | 91 922 | 106 869 | 118 794 | 164 164 |

| 2000    | 2010    | - | - | - | - |
| ------- | ------- | - | - | - | - |
| 185 401 | 209 924 | - | - | - | - |

## Tourisme

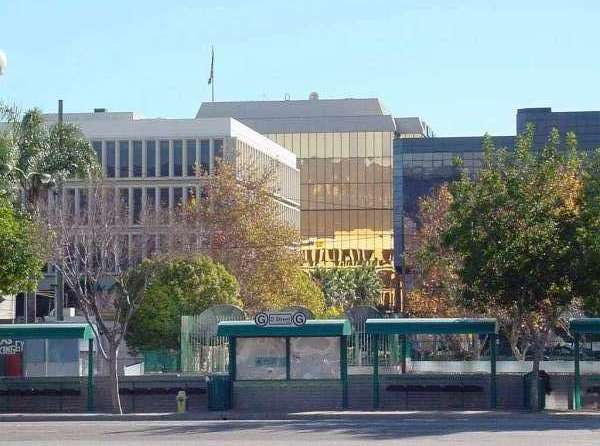
Le centre-ville de San Bernardino.

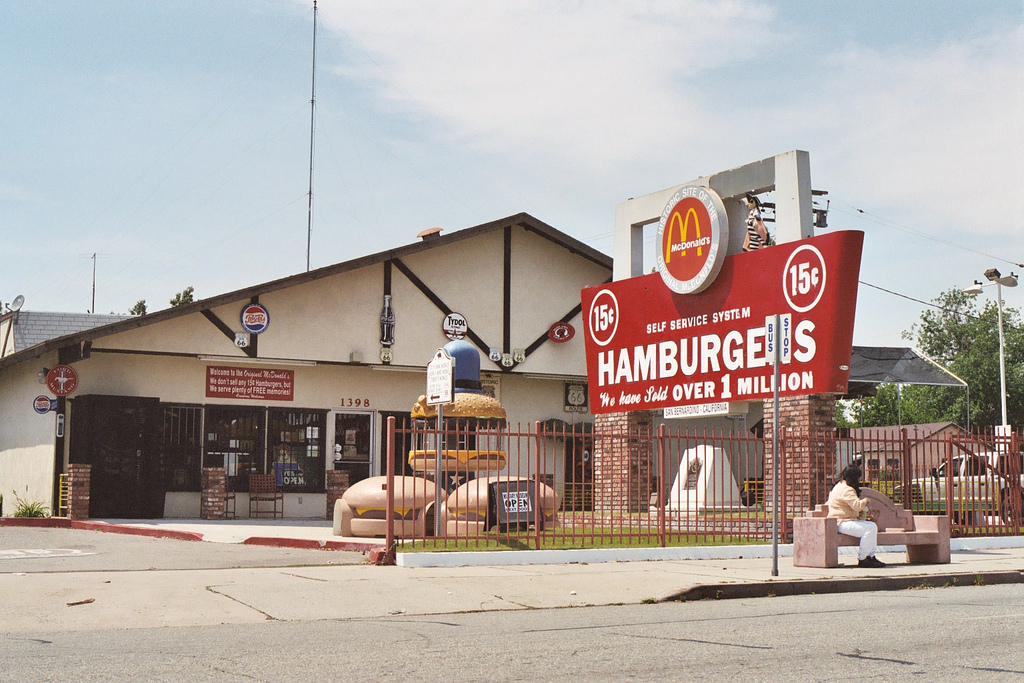
Le premier restaurant McDonald's à San Bernardino, aujourd'hui un musée.

On peut aussi y voir le premier restaurant Mac Donald's.
Dans cette ville se trouve la tombe du guitariste Randy Rhoads.
La ville est située à proximité de la forêt nationale de San Bernardino.

## Jumelages
- Tachikawa (Japon) depuis 1959
- Mexicali (Mexique) depuis 1968
- Villahermosa (Mexique) depuis 1971
- Tauranga District (Nouvelle-Zélande) depuis 1973
- Ile Ife (Nigeria) depuis 1981
- Herzliya (Israël) depuis 1985
- Roxas (Capiz) (Philippines) depuis 1990
- Zavolzhije (Russie) depuis 1992
- Yushu (Jilin) (Chine) depuis 1993
- Kigali (Rwanda) depuis 2000
- Goyang (Corée du Sud) depuis 2003

## Sports
- Baseball: 66ers de l'Inland Empire

## Personnalités liées à la ville
- Aaron Dejez (1900-1951), peintre.
- Anna María Arías (1960-2001), journaliste et entrepreneure.
- Gene Hackman (1930-2025), Acteur.

## Source
- (en) Cet article est partiellement ou en totalité issu de l’article de Wikipédia en anglais intitulé « San Bernardino, California » (voir la liste des auteurs).